# تاداشي واتانابي
تاداشي واتانابي (باليابانية: 渡辺貞؛ بالكانا: わたなべ ただし) هو عالم حاسوب ياباني، ولد في 1 أكتوبر 1944.